# Macrorie (Saskatchewan)
Macrorie je vesnice ve venkovské municipalitě Fertile Valley No. 285 v Saskatchewanu, v Kanadě. Její populace čítala 78 osob podle sčítání lidu z roku 2006. V obci se nachází smíšený obchod Co-op. Poblíž vsi, 20 km na jihovýchod po silnici Highway 44, se nalézá provinční park Danielson Provincial Park. Nedaleko se rozkládá jezero Stockwell Lake a řeka South Saskatchewan.

## Demografie
V roce 2006 žilo v Macrorii 78 lidí v 41 příbytcích, od roku 2001 došlo k poklesu o 18.8%. 

## Významní rodáci
- Howard Fredeen (narodil se 10. prosince 1921 v Macrorie) je kanadský šlechtitel, výzkumník v oboru chovatelství.